# Tristan Bernard
Tristan Bernard, pseudonimo di Paul Bernard (Besançon, 7 settembre 1866 – Parigi, 7 dicembre 1947), è stato uno scrittore, commediografo e giornalista francese, autore di commedie brillanti.

## Biografia
Nacque in una famiglia di origine ebraica e suo padre era un architetto Lasciò Besançon a 14 anni, trasferendosi con il padre a Parigi, dove studiò al Liceo Condorcet, noto per i numerosi letterati di fama tra i propri ex allievi.
Studiò poi diritto, ma dopo aver prestato il servizio militare, iniziò a lavorare come dirigente di una fonderia di alluminio. Nel corso della vita diventò anche gestore di un velodromo.  Nel 1891 dopo aver pubblicato per la prima volta su La Revue Blanche, si dedicò maggiormente al suo talento per la scrittura ed adottò lo pseudonimo di Tristan. La sua prima commedia, Les Pieds Nickelés, riscosse un grande successo e stabilì quale sarebbe stato il tono dei suoi lavori successivi: umoristico e brillante. raggiunse il vertice della fama scrivendo testi per il Vaudeville, un genere molto popolare all'epoca in Francia.
Fu grande amico di Léon Blum, Jules Renard, Marcel Pagnol, Lucien Guitry e molti altri artisti. 
A lui si rivolse Giacomo Puccini per il completamento del suo progetto di un trittico (di cui aveva già composto un'opera: Il tabarro). Bernard gli propose una propria favola come soggetto. Il progetto sfumò quando Giovacchino Forzano, saputo del progetto pucciniano di realizzare tre opere brevi, propose al compositore gli atti unici Suor Angelica e Gianni Schicchi.
Nel 1932 fu candidato a diventare membro dell'Accademia di Francia ma non venne eletto, avendo ricevuto solo 2 voti su 39.
Durante la seconda guerra mondiale fu imprigionato nel campo di internamento di Drancy. La reazione fortemente negativa dell'opinione pubblica al suo arresto lo condusse però al rilascio verso il 1943. Morì a Parigi quattro anni dopo per le conseguenze della prigionia e fu sepolto al Cimitero di Passy. 
Tristan Bernard fu il padre del commediografo e scrittore Jean-Jacques Bernard e del regista e sceneggiatore Raymond Bernard.

## Opere

### Commedie
- 1895: Les Pieds Nickelés
- 1899: L'anglais tel qu'on le parle
- 1905: Triplepatte
- 1907: Monsieur Godomat
- 1908: Les jumeaux de Brighton (1908)
- 1911: Le Petit Café  (Il piccolo caffè)
- 1921: Le prince charmant  (Il principe affascinante)
- 1929: Jules, Juliette et Julien

### Narrativa e altri scritti
- 1894: Vous m'en direz tant ! (in collaborazione con Pierre Veber)
- 1897: Contes de Pantruche et d'ailleurs
- 1898: Sous toutes réserves
- 1899: Mémoires d'un jeune homme rangé
- 1901: Un mari pacifique
- 1905: Amants et voleurs  (Amanti e ladri)
- 1907: L'affaire Larcier
- Aux abois
- 1912: Mathilde et ses mitaines
- 1928: Le voyage imprévu
- 1933: Paris secret (Parigi segreta)